# 马修·格里姆利
马修·格里姆利（英語：Matthew Grimley，2000年2月6日—），蘇格蘭男子羽毛球運動員。他有一個雙胞胎弟弟克里斯托弗·格里姆利，同時是他的男雙搭檔。

## 簡歷
2018年9月，马修·格里姆利代表蘇格蘭參加在愛沙尼亞塔林舉行的歐洲青年羽毛球錦標賽，與克里斯托弗·格里姆利合作奪得男子雙打亞軍。

## 主要比賽成績
只列出曾進入準決賽的國際賽事成績：
| 年份   | 賽事                   | 公開賽級別 | 項目     | 拍檔                | 成績   |
| ------ | ---------------------- | ---------- | -------- | ------------------- | ------ |
| 2017年 | 葡萄牙羽毛球國際賽     | 國際系列賽 | 男子雙打 | 克里斯托弗·格里姆利 | 準決賽 |
| 2018年 | 歐洲青年羽毛球錦標賽   | 其他       | 男子雙打 | 克里斯托弗·格里姆利 | 亞軍   |
| 2019年 | 葡萄牙羽毛球國際賽     | 國際系列賽 | 男子雙打 | 克里斯托弗·格里姆利 | 亞軍   |
| 2019年 | 斯洛文尼亞羽毛球國際賽 | 國際系列賽 | 男子雙打 | 克里斯托弗·格里姆利 | 準決賽 |
| 2019年 | 希臘羽毛球公開賽       | 國際系列賽 | 男子雙打 | 克里斯托弗·格里姆利 | 準決賽 |
| 2019年 | 保加利亞羽毛球公開賽   | 國際系列賽 | 男子雙打 | 克里斯托弗·格里姆利 | 準決賽 |
| 2019年 | 蘇格蘭羽毛球公開賽     | 國際挑戰賽 | 男子雙打 | 克里斯托弗·格里姆利 | 準決賽 |
| 2019年 | 威爾斯羽毛球國際賽     | 國際系列賽 | 男子雙打 | 克里斯托弗·格里姆利 | 準決賽 |
| 2020年 | 奧地利羽毛球公開賽     | 國際挑戰賽 | 男子雙打 | 克里斯托弗·格里姆利 | 準決賽 |
| 2020年 | 葡萄牙羽毛球國際賽     | 國際系列賽 | 男子雙打 | 克里斯托弗·格里姆利 | 亞軍   |
| 2021年 | 蘇格蘭羽毛球公開賽     | 國際挑戰賽 | 男子雙打 | 克里斯托弗·格里姆利 | 冠軍   |
| 2022年 | 荷蘭羽毛球公開賽       | 國際挑戰賽 | 男子雙打 | 克里斯托弗·格里姆利 | 準決賽 |
| 2023年 | 波蘭羽毛球公開賽       | 國際挑戰賽 | 男子雙打 | 克里斯托弗·格里姆利 | 準決賽 |
| 2023年 | 斯洛文尼亞羽毛球公開賽 | 國際挑戰賽 | 男子雙打 | 克里斯托弗·格里姆利 | 準決賽 |
| 2023年 | 愛爾蘭羽毛球公開賽     | 國際挑戰賽 | 男子雙打 | 克里斯托弗·格里姆利 | 冠軍   |
| 2023年 | 威爾斯羽毛球國際賽     | 國際挑戰賽 | 男子雙打 | 克里斯托弗·格里姆利 | 冠軍   |
| 2024年 | 波蘭羽毛球公開賽       | 國際挑戰賽 | 男子雙打 | 克里斯托弗·格里姆利 | 準決賽 |
| 2024年 | 愛爾蘭羽毛球公開賽     | 國際挑戰賽 | 男子雙打 | 克里斯托弗·格里姆利 | 亞軍   |
| 2024年 | 蘇格蘭羽毛球公開賽     | 國際挑戰賽 | 男子雙打 | 克里斯托弗·格里姆利 | 準決賽 |

| 2007-2017年 | 首要超級賽 | 超級賽 | 黃金大獎賽 | 大獎賽 | 國際挑戰賽 | 國際系列賽 | 未來系列賽 | 其他 |

| 2018-2026年 | 總決賽 | 超級1000賽 | 超級750賽 | 超級500賽 | 超級300賽 | 超級100賽 | 國際挑戰賽 | 國際系列賽 | 未來系列賽 | 其他 |

### 奧運會和世錦賽參賽紀錄
|          | 搭檔                | 2021 | 2022 | 2023 |
| -------- | ------------------- | ---- | ---- | ---- |
| 男子雙打 | 克里斯托弗·格里姆利 | 16強 | 32強 | 64強 |